# 김충환 (1961년생 정치인)
김충환(金忠煥, 1961년 9월 8일 ~ , 경상북도 상주시)은 대한민국의 정치인이다. 대구광역시의원을 역임했다.

## 학력
- 대구문성초등학교 졸업
- 대구중앙중학교 졸업
- 대구공업고등학교 졸업
- 동국대학교 법정대학 정치학 학사
- 연세대학교 행정대학원 행정학 석사

## 경력
- 전)대구과학대학 겸임교수
- 전)제2대 대구광역시 북구의원
- 전)제4대,제5대 대구광역시 의원
- 전)대구광역시의회 부의장
- 전)강북(칠곡)지역 공공도서관 건립추진위원회 공동위원장
- 전)매천로(제2팔달교)무료화 범주민추진위원회 공동위원장
- 전)K2이전 시민추진단 준비위원회 공동위원장
- 전)한나라당 중앙당 부대변인
- 사회복지사 1급

## 활동
- 전)강북(칠곡)지역 공공도서관 건립추진위원회 공동위원장
- 전)매천로(제2팔달교)무료화 범주민추진위원회 공동위원장
- 전)K2이전 시민추진단 준비위원회 공동위원장

## 역대 선거 결과
|  | 39.63% |

|  | 3.04% |

|  | 36.52% |

|  | 75.22% |

|  | 0% |

|  | 15.11% |

## 참고 자료
- 김충환후보 트위터
- 김충환후보 페이스북
- 김충환후보 모바일 페이지[깨진 링크(과거 내용 찾기)]